# La Fosse-Corduan
La Fosse-Corduan é uma comuna francesa na região administrativa de Grande Leste, no departamento de Aube. Estende-se por uma área de 3,73 km². Em 2010 a comuna tinha 225 habitantes (densidade: 60,3 hab./km²).